# Bematistes nigrita
Bematistes nigrita är en fjärilsart som beskrevs av Le Doux 1937. Bematistes nigrita ingår i släktet Bematistes och familjen praktfjärilar. Inga underarter finns listade i Catalogue of Life.